# Kerk van Stapelmoor
De Kerk van Stapelmoor (Duits: Stapelmoorer Kirche) is een protestantse kruiskerk in het dorp Stapelmoor, in de Duitse gemeente Weener. Het romaans-gotische kerkgebouw geldt als een van de belangrijkste sacrale bouwwerken van Oost-Friesland.

## Geschiedenis
De kerk werd tussen 1250-1275 op een terp gebouwd, in Noord-Duitsland een warft genoemd. Het gebouw werd als een weerkerk gebouwd, waarvan schietgaten nog getuigen. De kerk diende eerst als filiaalkerk van de enkele kilometers zuidelijk gelegen kerk in Aschendorf en verving vermoedelijk een houten voorganger. Een nabijgelegen pastorie kan volgens insulair schrift op de gevel gedateerd worden op het jaar 1429 en is daarmee een van de oudste bewoonde pastorieën van Duitsland.

## Architectuur
De kerk heeft een voor Oost-Friesland uniek grondplan van een Grieks kruis. Het gebouw heeft nergens rechte hoeken, overal staat het muurwerk scheef. In tegenstelling tot de kruiskerk van Bunde vonden aan de kerk van Stapelmoor geen ingrijpende verbouwingen plaats. Tot op de dag van vandaag bleef het gebouw in al zijn eenvoud onveranderd. Het romaans-vroeggotische godshuis kenmerkt zich door een zadeldaktoren met dakruiter, spitsbogige vensters en portalen, hoeklisenen, friezen in een blokpatroon onder de dakrand, op de transepten trapfriezen en een drielingvenster aan de oostzijde. De oorspronkelijke zijapsissen aan de oostelijke muren van het dwarsschip werden afgebroken, maar zijn nog herkenbaar aan het muurwerk.

## Interieur
In het kader van de reformatie werd het altaar uit de kerk verwijderd. De beschilderingen van de gewelven werden toen overgeschilderd en de vensters vergroot. In 1967 werden de middeleeuwse beschilderingen met geometrische decoraties, fabeldieren en plantornamenenten weer blootgelegd. Het doopvont van Bentheimer zandsteen stamt uit de vroege 13e eeuw en wordt gedragen door vier gestileerde leeuwen. De kansel werd rond het jaar 1600 vervaardigd, het klankbord is 19e-eeuws.

## Orgel
Reeds in de 16e eeuw bevond zich in de kerk een orgel dat herhaaldelijk werd gerenoveerd en rond 1847 werd vergroot. In 1912-1914 werd met behoud van de laatclassicistische orgelkas een nieuw orgel ingebouwd. Met gebruik van de materialen van het oude orgel werd na de Tweede Wereldoorlog een nieuw instrument gebouwd. In 1994 bouwde een Duits-Frans team van orgelbouwers (Bartelt Immer, Reinalt Klein en Claude Jaccard) het huidige orgel. Het is een antwoord op het beroemde Frans-classicistische orgel van Louis Alexandre Clicquot in Houdan uit 1734 en verrijkt de diversiteit van de orgels in Oost-Friesland. Het instrument heeft de beschikking over 23 registers verdeeld over drie manualen en pedaal.

## Afbeeldingen

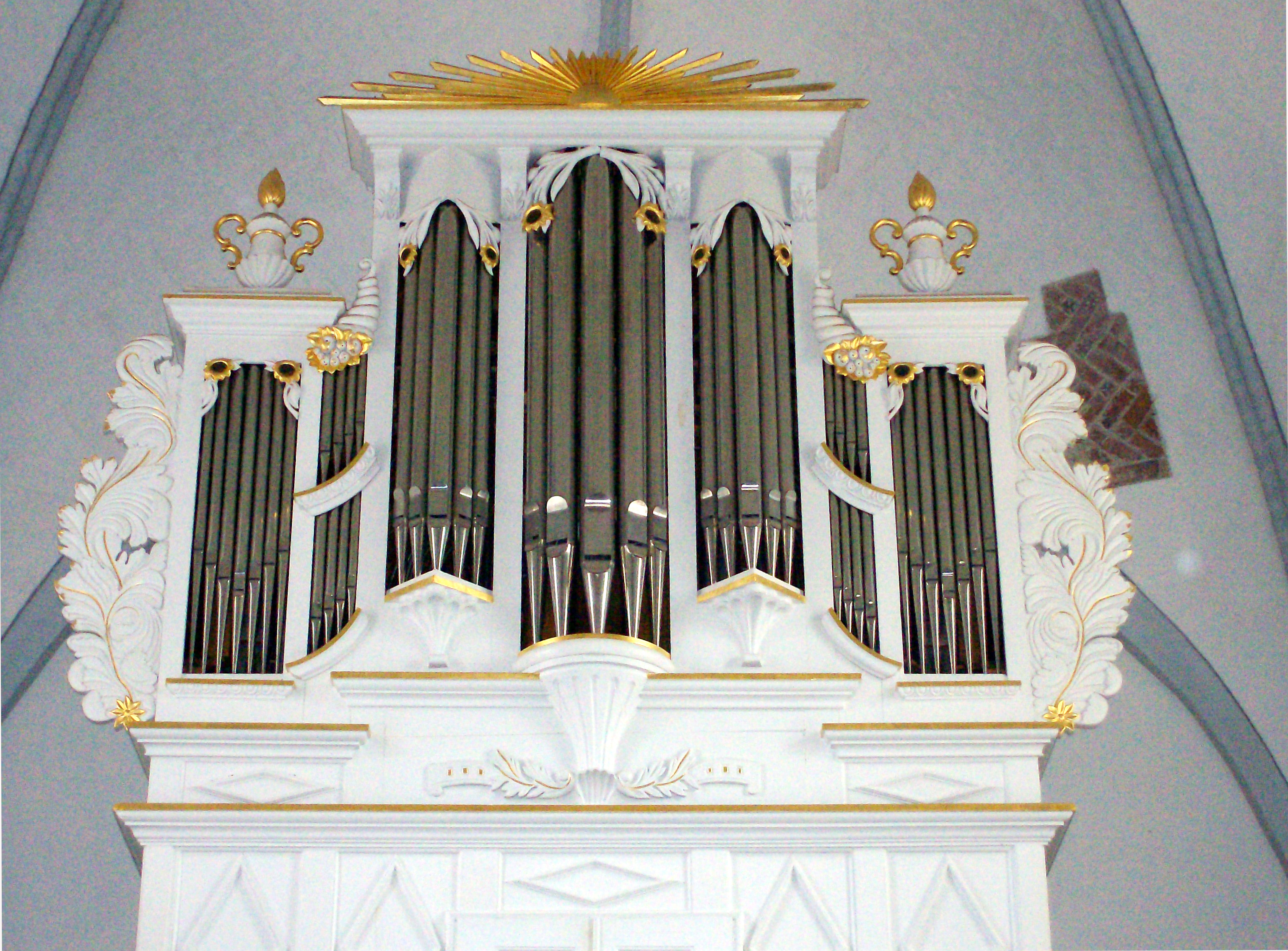
Het orgel
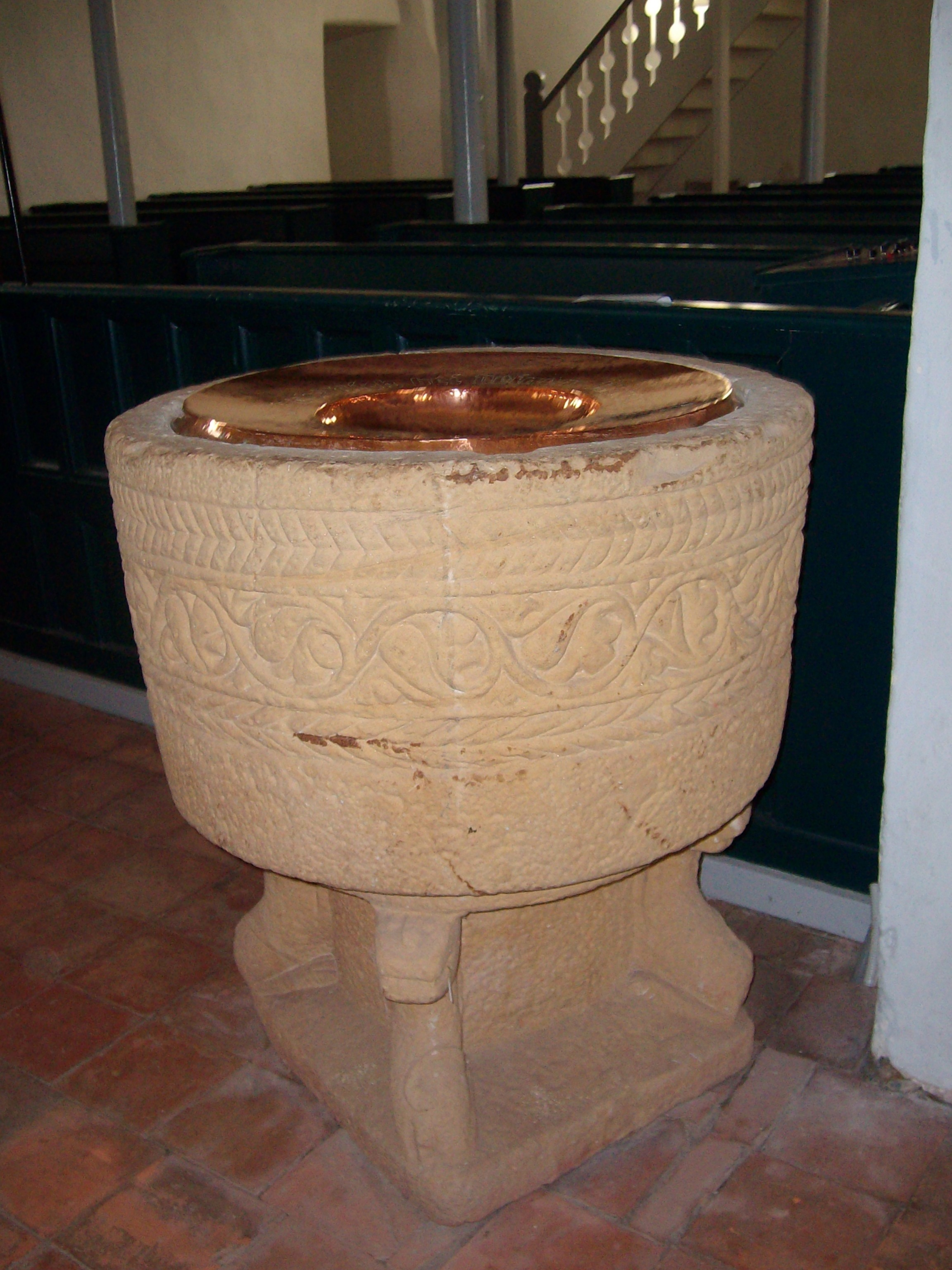
Doopvont
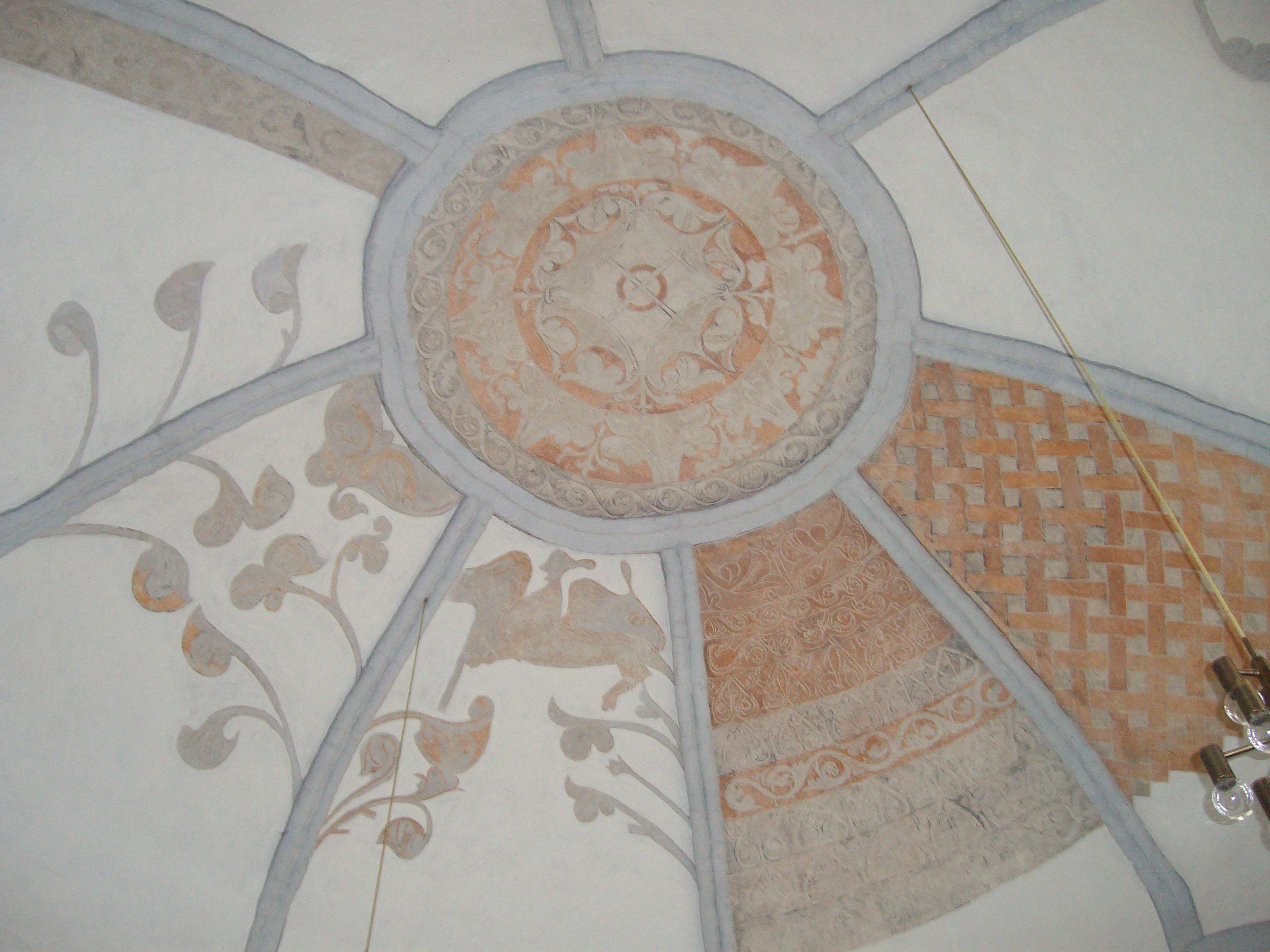
Gewelven